# Walter da Silva (cyclisme)
Pour les articles homonymes, voir da Silva.
Walter José Santos da Silva, né le 5 août 1995 à Benguela, est un coureur cycliste angolais. Il représente sa nation dans les compétitions internationales, par exemple lors des Jeux africains.

## Biographie
Durant son enfance, Walter da Silva pratique tout d'abord l'athlétisme, les arts martiaux, le football, le handball ainsi que la musculation. Il monte pour la première fois sur un vélo à l'âge de 17 ans, et commence à pratiquer le cyclisme en compagnie d'un groupe d'amis.

## Palmarès
- 2006
  -  Champion d'Angola sur route
  - 2e du championnat d'Angola du contre-la-montre
- 2010
  - Prologue et 1re étape de la Volta do Cacau
- 2011
  - 2e du championnat d'Angola du contre-la-montre
  - 2e du championnat d'Angola sur route
- 2012
  - Champion de la province de Luanda du contre-la-montre par équipes
  - 4e étape de la Volta do Cacau
  - 2e du championnat d'Angola sur route
  - 3e de la Volta do Cacau
- 2013
  - Champion de la province de Luanda sur route
  - Grand Prix Benfica de Luanda :
    - Classement général
    - 1re et 2e étapes

  - 2e du championnat d'Angola du contre-la-montre
  - 2e du championnat d'Angola sur route
- 2014
  - 1re étape du Grand Prix de la ville de Luanda
  - 2e étape de la Volta do Cacau
  - 2e du championnat d'Angola du contre-la-montre
  - 2e du championnat d'Angola sur route
- 2015
  - Prologue et 4e étape de la Volta do Cacau

## Classements mondiaux
| Année                                 | 2011 |
| ------------------------------------- | ---- |
| UCI Africa Tour                       | 46e  |
|                                       |      |
| Légende : nc = non classéSource : UCI |      |